# 사천읍
사천읍(泗川邑)은 경상남도 사천시 북동부에 있는 읍이다. 사천읍은 주산업은 농업이며 삼천포~진주 간 국도가 지나가고 진삼선의 종점이자 남해고속국도가 지나가며, 사천 나들목이 있다. 대전통영고속도로와 남해안고속도로가 연접해 있고, 사천공항이 소재한 교통의 요충지이며 첨단항공우주산업의 메카인 진사산업단지의 배후에 위치하여 도시의 편리함과 진취적인 모습을 가지고 있으며, 전통의 자부심을 가지게 하는 사천향교, 구계서원과 시민의 쉼터로 자리잡은 읍성공원 등이 있어 문화와 전통이 병존하고 있다.

## 개요
1956년에 읍으로 승격했다. 원래는 사천군의 중심지였으나 사천군이 삼천포시와 사천시로 통합되면서 사천군 중심지 기능을 삼천포에 넘겨주면서 쇠퇴하기 시작하였다. 그러나 계속되는 진주시의 발전으로 이동인구가 많아지고 공업지구가 많이 형성됨으로 인구가 늘어나고 있다. 현재 사천시의 유일한 읍이다.

## 연혁
- 신라시대 사물현이라 칭함
- 750년 신라 경덕왕 9년 사수(泗水)
- 1011년 고려 현종 2년 사주(泗洲)
- 1441년 조선 세종 23년 사천현
- 1914년 4월 1일 읍내면
- 1925년 2월 2일 사천면
- 1956년 7월 8일 사천읍 승격

## 법정리
- 구암리(龜岩里) - 칠원 제씨 판관공파 집성촌
- 두량리(斗量里)
- 사주리(泗洲里)
- 용당리(龍塘里)
- 수석리(洙石里): 수석리를 중심으로 사천읍 시가지가 펼쳐져 있다. 사천대로 동쪽에는 사천읍내의 주점, 모텔 등 유흥시설이 밀집되어 있고, 사천대로 서쪽에는 메가박스 사천점이 입점해있다(현재는 롯데시네마로 변경되었다)
- 선인리(宣仁里)
- 금곡리(琴谷里)
- 평화리(平和里)
- 중선리(中宣里)
- 정의리(貞義里)
- 장전리(獐田里)

## 아파트
| 단지명          | 건설사         | 시행사         | 주소                   | 입주       | 비고 |
| --------------- | -------------- | -------------- | ---------------------- | ---------- | ---- |
| 사천대경        | 대경종합건설㈜ | 대경종합건설㈜ | 서당길 1-5 (선인리)    | 2000년 6월 |      |
| 사천 대경파미르 | 대경종합건설㈜ | 대경종합건설㈜ | 사천향교로 13 (선인리) | 2005년 7월 |      |
- 원광이안애 - 2005.06 입주 / 원광종합건설㈜

## 교육
- 사천초등학교
- 수양초등학교
- 사천중학교
- 사천고등학교
- 사천여자고등학교

## 관광
- 사천산성공원 (수양루, 읍성사적비, 충혼탑, 침오정(전망대))
- 사천향교
- 구계서원
- 두량저수지